# Parnaenus cyanidens
Parnaenus cyanidens är en spindelart som först beskrevs av Koch C.L. 1846.  Parnaenus cyanidens ingår i släktet Parnaenus och familjen hoppspindlar. Inga underarter finns listade i Catalogue of Life.